# Conflans-en-Jarnisy
Conflans-en-Jarnisy è un comune francese di 2 458 abitanti situato nel dipartimento della Meurthe e Mosella nella regione del Grand Est.

## Società

### Evoluzione demografica
Abitanti censiti